# Zbýšov (okres Kutná Hora)
Zbýšov (německy Sbischow) je obec v okrese Kutná Hora ve Středočeském kraji. Leží asi osmnáct kilometrů jižně od Kutné Hory a třináct kilometrů jižně od města Čáslav. Dominantou obce, kromě kostela, je v širokém okolí známý Zbýšovský rybník, který je hojně využívaný k rekreačním účelům. Žije zde 600 obyvatel.

## Historie
První písemná zmínka o obci pochází z roku 1257. Obec patřila až do husitských válek k majetku Sázavského kláštera. Roku 1360 zde bylo zřízeno proboštství.
Ve vsi Zbýšov v Čechách (140 obyvatel, poštovní úřad, telegrafní úřad, telefonní úřad, katolický kostel, četnická stanice) byly v roce 1932 evidovány tyto živnosti a obchody: lékař, bednář, holič, 2 hostince, krejčí, pila, sklad rakví, řezník, 2 obchody se smíšeným zbožím, spořitelní a záložní spolek pro Zbýšov, strojírna, 2 švadleny, trafika, zednický mistr.
Ve vsi Klucké Chvalovice (360 obyvatel, samostatná ves se později stala součástí Zbýšova) byly v roce 1932 evidovány tyto živnosti a obchody: 2 hostince, kovář, krejčí, mlýn, 2 rolníci, 2 obchody se smíšeným zbožím, stavební podnikatelství, trafika.
V obci Opatovice (173 obyvatel, evangelický kostel, samostatná obec se později stala součástí Zbýšova) byly v roce 1932 evidovány tyto živnosti a obchody: cihelna, hostinec, kolář, 2 kováři, obchod se smíšeným zbožím, spořitelní a záložní spolek pro Opatovice, trafika, truhlář.

## Obyvatelstvo
| Rok            | 1869  | 1880  | 1890  | 1900  | 1910  | 1921  | 1930  | 1950  | 1961  | 1970 | 1980 | 1991 | 2001 | 2011 | 2021 |
| -------------- | ----- | ----- | ----- | ----- | ----- | ----- | ----- | ----- | ----- | ---- | ---- | ---- | ---- | ---- | ---- |
| Počet obyvatel | 1 835 | 1 889 | 1 652 | 1 634 | 1 680 | 1 572 | 1 445 | 1 147 | 1 165 | 930  | 736  | 662  | 617  | 640  | 600  |
| Počet domů     | 292   | 302   | 290   | 310   | 307   | 309   | 324   | 355   | 315   | 284  | 248  | 291  | 355  | 365  | 371  |

## Obecní správa

### Územněsprávní začlenění
Dějiny územněsprávního začleňování zahrnují období od roku 1850 do současnosti. V chronologickém přehledu je uvedena územně administrativní příslušnost obce v roce, kdy ke změně došlo:
- 1850 země česká, kraj Pardubice, politický okres Kutná Hora, soudní okres Čáslav[9]
- 1855 země česká, kraj Čáslav, soudní okres Čáslav
- 1868 země česká, politický i soudní okres Čáslav
- 1939 země česká, Oberlandrat Kolín, politický i soudní okres Čáslav[10]
- 1942 země česká, Oberlandrat Praha, politický i soudní okres Čáslav[11]
- 1945 země česká, správní i soudní okres Čáslav[12]
- 1949 Pardubický kraj, okres Čáslav[13]
- 1960 Středočeský kraj, okres Kutná Hora
- 2003 Středočeský kraj, obec s rozšířenou působností Čáslav

### Části obce
- Březí
- Damírov
- Chlum
- Klucké Chvalovice
- Krchlebská Lhota
- Opatovice
- Zbudovice
- Zbýšov

Od 1. ledna 1980 do 23. listopadu 1990 k obci patřily i Šebestěnice.

### Obecní symboly
Znak a vlajka byly obci uděleny rozhodnutím předsedkyně Poslanecké sněmovny Parlamentu České republiky dne 13. května 2022.

## Doprava
Obcí prochází silnice II/338 Žehušice – Čáslav – Zbýšov – Vrbka. Železniční trať ani stanice na území obce nejsou. Nejbližší železniční stanicí je Vlkaneč ve vzdálenosti čtyři kilometry ležící na trati 230 vedoucí z Kolína do Havlíčkova Brodu. V roce 2011 v obci měly stanici autobusové linky do Čáslavi, Červených Janovic, Kutné Hory, Ledče nad Sázavou.

## Pamětihodnosti
- Kostel Narození svatého Jana Křtitele – původní raně gotický kostel byl zbořen a na jeho místě roku 1884 postaven kostel pseudorománský, vybudoval jej stavitel Marchetti za patronátu rodiny Schwarzenberků; ze starého kostela byla přenesena dřevěná barokní Kalvárie z první poloviny 18. století a dva protějškové oltářní obrazy svaté Anny a svatého Jana v empírových rámech z doby kolem 1800
- Evangelický kostel z konce 19. století
- Pomník obětem padlým za první světové války
- Pozůstatky barokního dvora

## Galerie

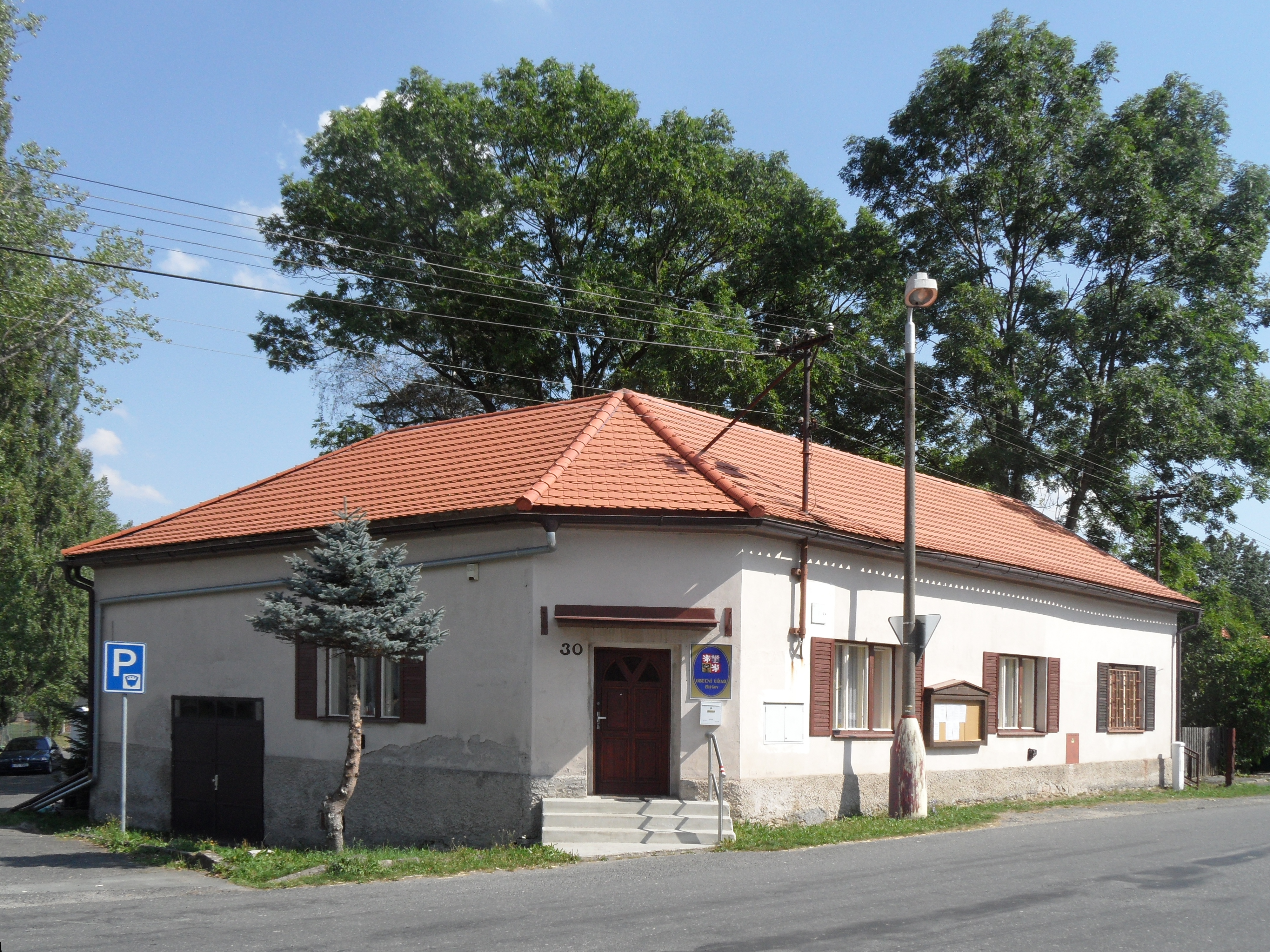
Obecní úřad
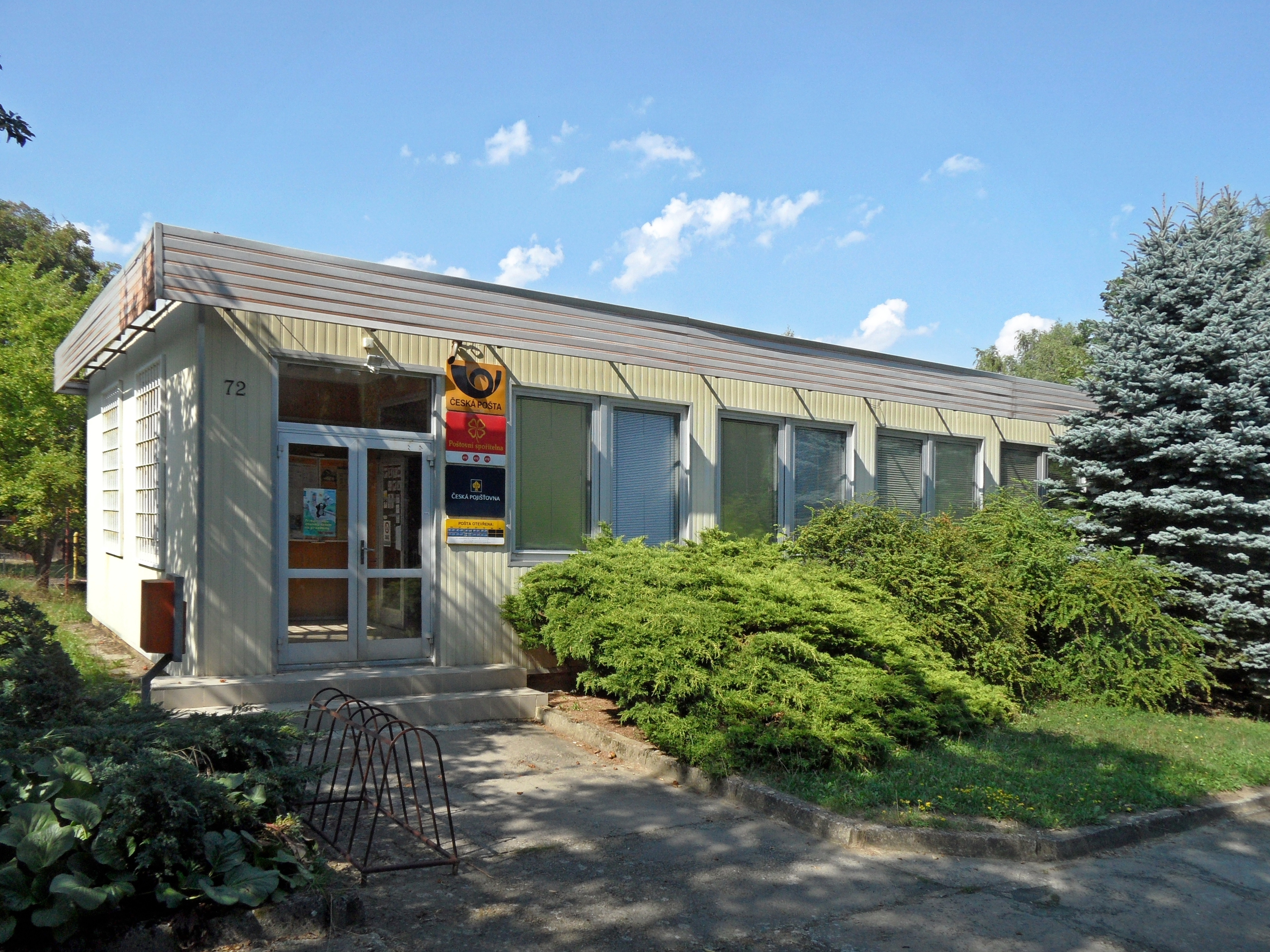
Pošta
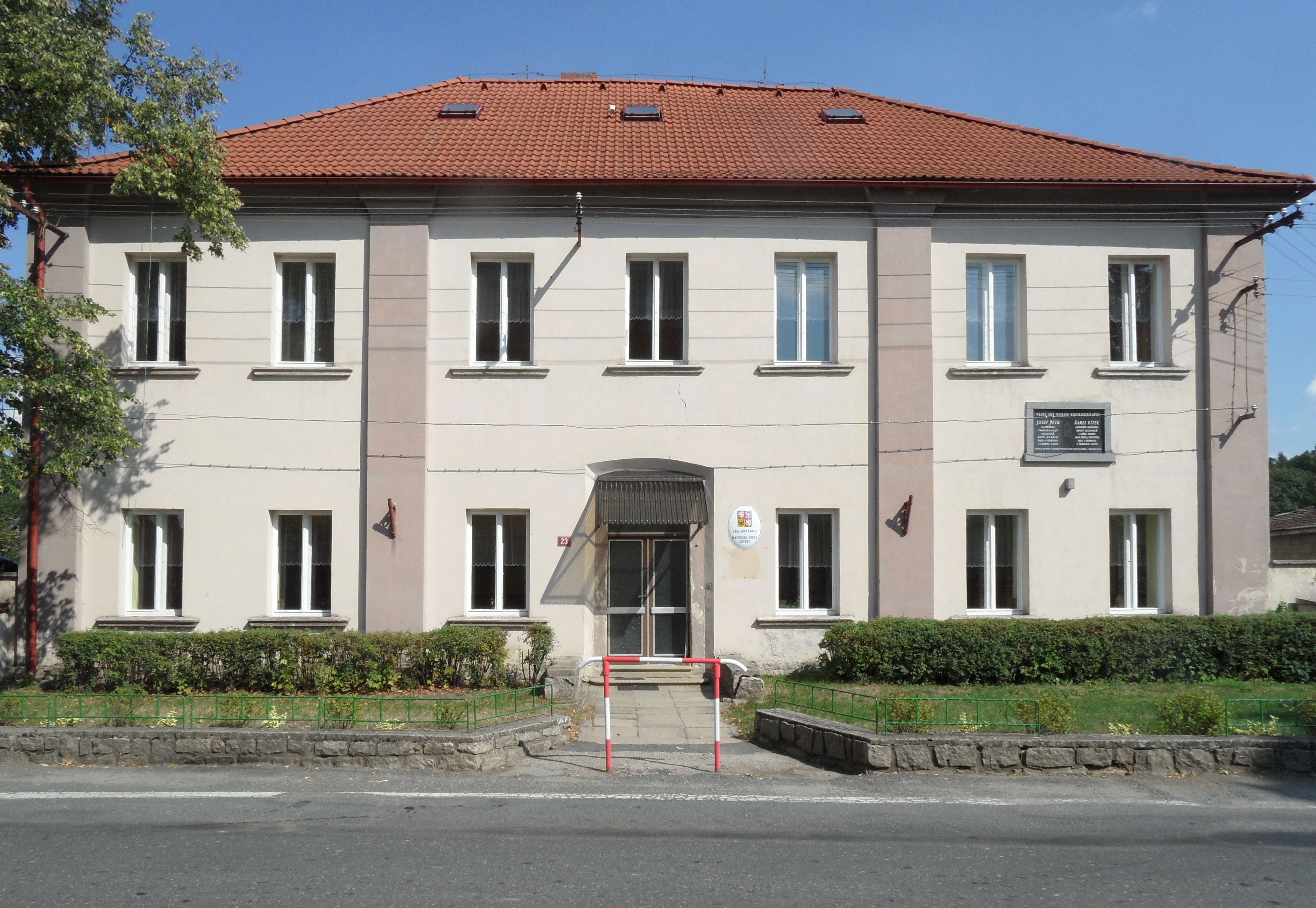
Základní škola
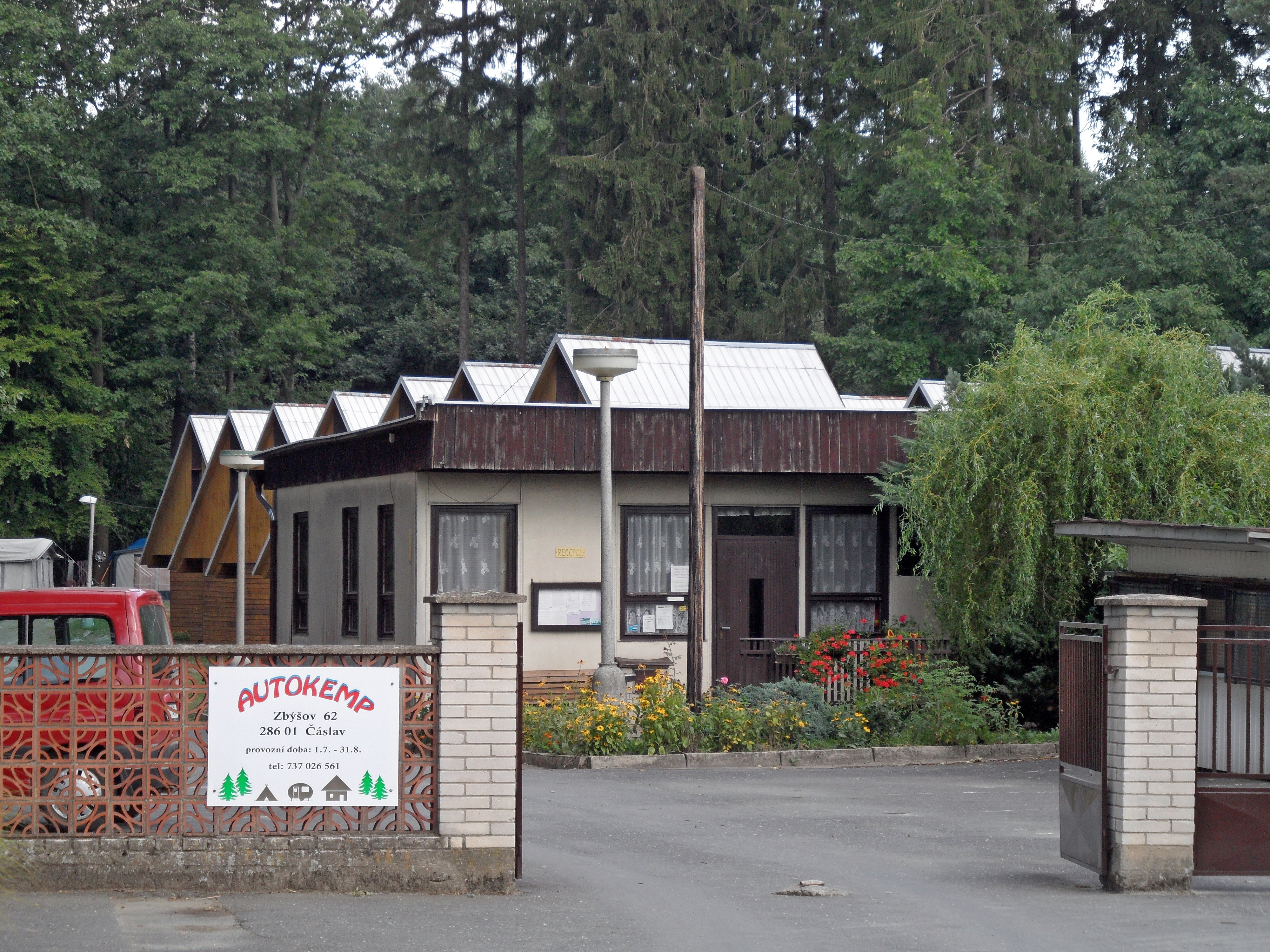
Autokemp
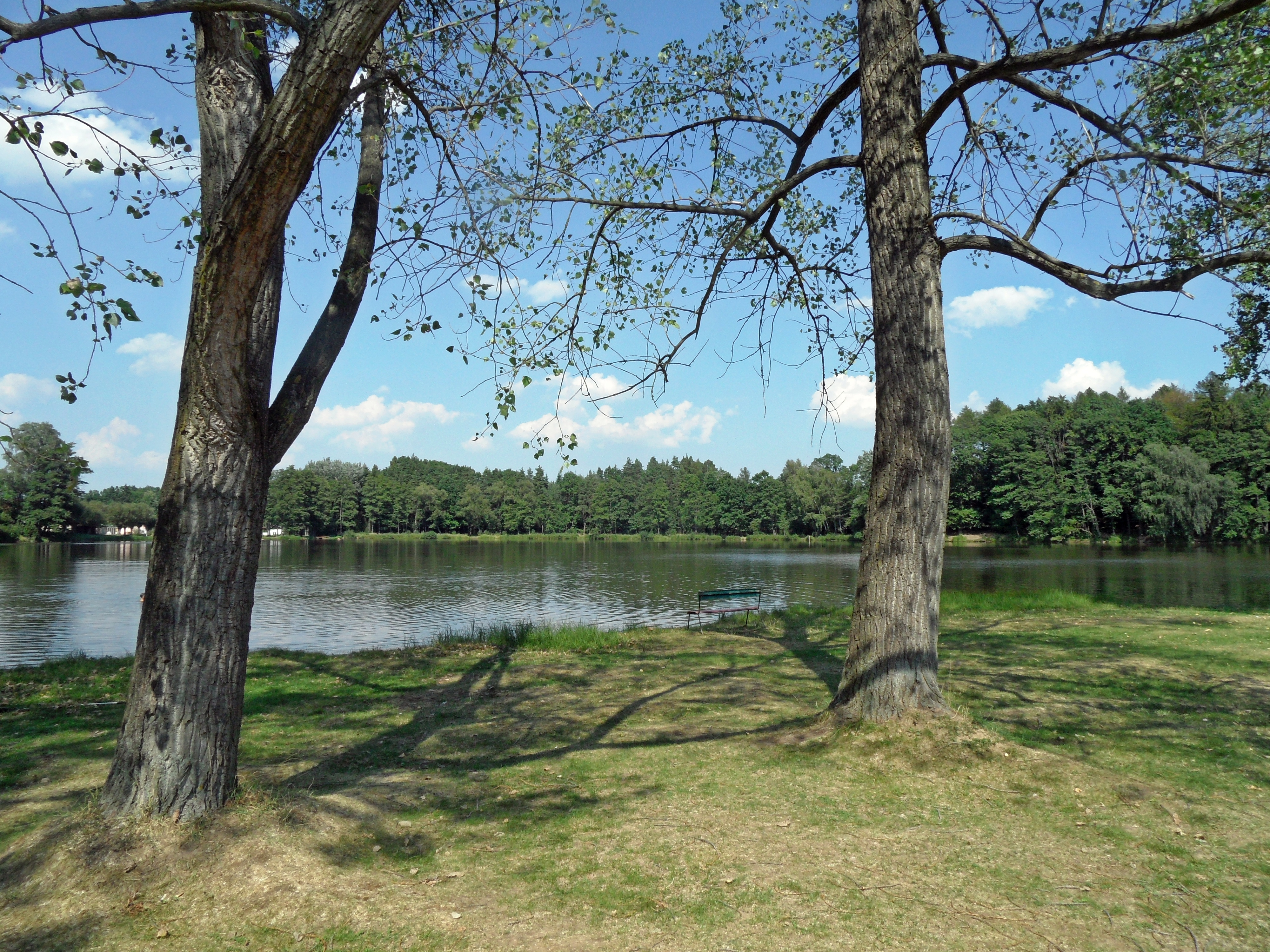
Zbýšovský rybník
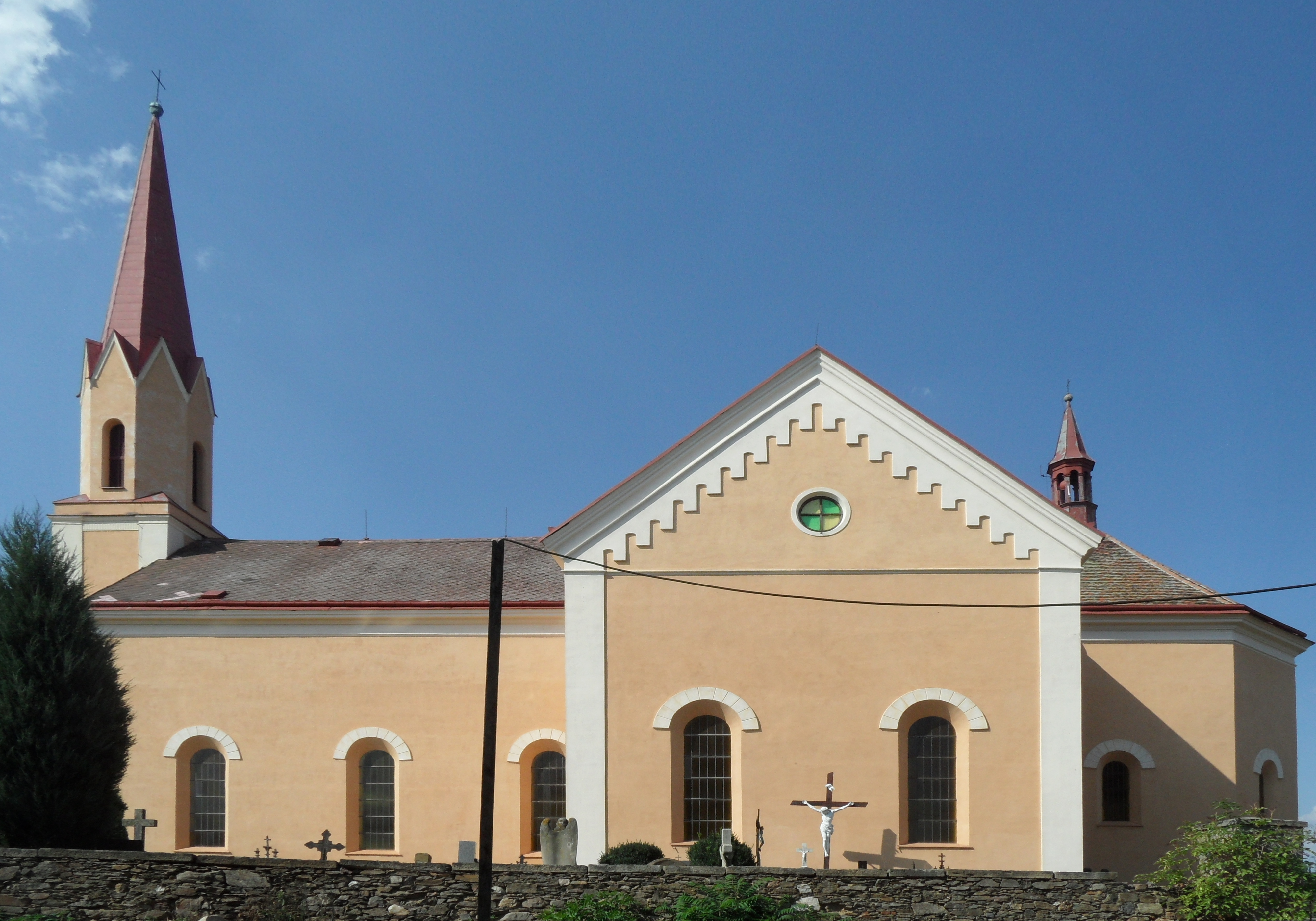
Kostel Narození svatého Jana Křtitele